# Batalla del río Malalag
La batalla del río Malalag se libró entre las Filipinas y los Estados Unidos durante la Guerra filipino-estadounidense que resultó en la muerte de Datu Ali, que había eludido a los estadounidenses más tiempo que cualquier otro líder moro.

## Antecedentes
Datu Ali era el primo de Datu Uto, gobernante de Mindanao en la década de 1880, y el yerno de Datu Piang.  Datu Ali controlaba la exportación de arroz, cera de abeja, café y productos extraídos de los árboles de Almáciga y Gutapercha. Ali guardó rencor a los estadounidenses desde que estos le negaron el viaje a los Estados Unidos. Se retiró a lo profundo del valle de Cotabato.

## Enfrentamiento
La fuerza del general James Buchanan comenzó a marchar hacia el interior como un señuelo desde el oeste, mientras que el esfuerzo principal estadounidense bajo McCoy se movía hacia el interior desde el este. McCoy, y el teniente Johnston, dirigieron a 100 hombres del 22.º Regimiento de Infantería, 10 exploradores filipinos, y 140 portadores filipinos. Buchanan partió el 13 de octubre de 1905, mientras que McCoy llegó al río Malala el 22 de octubre, habiendo dejado atrás a sus exploradores, portadores y 13 soldados en el camino desde Digos.
Rodeando la residencia de Ali junto al río Malala, los hombres de McCoy dominaron a cuatro guardias, cada uno armado con un cuchillo Bolo.  Ali disparó un rifle Mauser que mató a un soldado raso estadounidense, pero el disparo de la pistola del teniente Philip Remington hirió a Ali, que huyó al interior de su casa y salió por la parte trasera, donde un escuadrón estadounidense le hizo quince disparos más a Ali, matándolo.

## Consecuencias
Los comerciantes de Zamboanga City hicieron una celebración pública, y McCoy recibió elogios de Leonard Wood y del presidente Theodore Roosevelt.